# Pseudodistoma digitata
Pseudodistoma digitata är en sjöpungsart som beskrevs av Monniot 200. Pseudodistoma digitata ingår i släktet Pseudodistoma och familjen Pseudodistomidae. Inga underarter finns listade i Catalogue of Life.